# Cranichis lichenophila
Cranichis lichenophila är en orkidéart som beskrevs av D.Weber. Cranichis lichenophila ingår i släktet Cranichis, och familjen orkidéer. Inga underarter finns listade i Catalogue of Life.